# Hoxie, Kansas
Hoxie är administrativ huvudort i Sheridan County i Kansas. Orten har fått sitt namn efter järnvägsfunktionären H.M. Hoxie. Enligt 2020 års folkräkning hade Hoxie 1 211 invånare.